# Liste der polnischen Botschafter im Iran
Die polnische Botschaft befindet sich in Teheran, der Hauptstadt Irans.
| Ernannt       | Name                  | Bemerkungen                                       | Präsidenten Polens     | Regierung des Irans     | Posten verlassen |
| ------------- | --------------------- | ------------------------------------------------- | ---------------------- | ----------------------- | ---------------- |
| 11. Okt. 1928 | Stanisław Hempel      |                                                   | Ignacy Mościcki        | Mehdi Qoli Chān Hedāyat | 30. Nov. 1938    |
| 1938          | Jan Karszo-Siedlewski |                                                   | Ignacy Mościcki        | Mahmud Dscham           | 1942             |
| 1942          | Karol Bader           |                                                   | Władysław Raczkiewicz  | Ahmad Qavām             | 1945             |
| 1946          | Eugeniusz Milnikiel   |                                                   | Bolesław Bierut        | Ahmad Qavām             | 1948             |
| 1948          | Kazimierz Śmiganowski |                                                   | Bolesław Bierut        | Abdolhossein Hazhir     | 1957             |
| 1957          | Kazimierz Sidor       |                                                   | Aleksander Zawadzki    | Manutschehr Eghbal      | 1960             |
| 1969          | Bronisław Musielak    |                                                   | Marian Spychalski      | Amir Abbas Hoveyda      | 1973             |
| 1975          | Henryk Łaszcz         | (* 14. Januar 1927 in Kliszowie; † 28. März 1991) | Henryk Jabłoński       | Amir Abbas Hoveyda      | 1979             |
| 1983          | Jan Słowikowski       |                                                   | Henryk Jabłoński       | Mir Hossein Mussawi     | 1985             |
| 1999          | Witold Waszczykowski  |                                                   | Aleksander Kwaśniewski | Mohammad Chātami        | 2002             |
| 2002          | Witold Śmidowski      |                                                   | Aleksander Kwaśniewski | Mohammad Chātami        | 31. Aug. 2008    |
| 1. Sep. 2008  | Romuald Skrzypecki    | Geschäftsträger                                   | Lech Kaczyński         | Mahmud Ahmadinedschad   | 15. März 2010    |
| 16. März 2010 | Piotr Kozłowski       | Geschäftsträger                                   | Bronisław Komorowski   | Mahmud Ahmadinedschad   | 1. Okt. 2010     |
| Okt. 2010     | Jacek Juliusz Gojło   |                                                   | Bronisław Komorowski   | Mahmud Ahmadinedschad   | 2017             |
| Sep. 2017     | Jarosław Domański     |                                                   | Andrzej Duda           | Hassan Rohani           | 2018             |
| 2018          | Wojciech Unolt        | Geschäftsträger                                   | Andrzej Duda           | Hassan Rohani           | 2019             |
| 2019          | Maciej Fałkowski      |                                                   | Andrzej Duda           | Hassan Rohani           | 2024             |
| 2024          | Marcin Wilczek        | Geschäftsträger                                   |                        |                         |                  |